# Ludwig Kreutzer

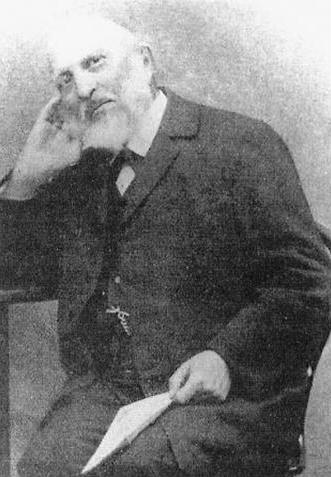
Ludwig Kreutzer

Ludwig Kreutzer (* 12. Februar 1833 in Dömitz; † 9. April 1902 in Neukalen) war ein deutscher Autor.
Ludwig Kreutzer war ein Sohn des Schulmeisters und Organisten Fritz Kreutzer und dessen Ehefrau Caroline, geb. Rodaß. Er machte eine kaufmännische Lehre in Boizenburg/Elbe und besuchte danach zwei Jahre lang das Lehrerseminar in Ludwigslust. 1857 wurde Kreutzer Lehrer in Parchim, 1860 in Ludwigslust und 1868 in Zehlendorf bei Güstrow. Verheiratet war er mit Johanna Hahn. Als er 1895 erblindete, zog er zu seiner Tochter nach Neukalen.
Ab 1864 gab Kreutzer bei Hinstorff den „Großherzoglich Mecklenburg-Schwerinschen und Mecklenburg-Strelitzschen Kalender“, allgemein nur „Voß- und Haaskalender“ genannt, heraus.

## Werke (Auswahl)
- Die unheilvolle Erbschaft. Eine Geschichte aus dem norddeutschen Küstenleben. Hamburg, Agentur des Rauhen Hauses, 1881.
- 3 Plattdeutsche Schwänke. Wismar 1886
- Plattdütsche Pulterabendknäp. Parchim 1899, 3. Aufl. (1920)
- 10 Mecklenburgische Volkserzählungen. Rostock 1904 (postum von Wilhelm Schmidt herausgegeben)